# Teeds Grove
Teeds Grove ist eine kleine Siedlung im Clinton County im Osten des  US-amerikanischen Bundesstaates Iowa. Der Ort liegt in der Elk River Township und gehört als Unincorporated Community keiner Gemeinde an.

## Geografie
Teeds Grove liegt im Nordosten des Clinton County auf 41°57′36″ nördlicher Breite und 90°27′54″ westlicher Länge. Der Ort liegt rund 8 km westlich des Mississippi, der die Grenze zu Illinois bildet. Die Grenze zu Wisconsin verläuft rund 75 km nördlich.
Benachbarte Orte von Teeds Grove sind Hauntown (4,9 km ostsüdöstlich), Andover (3,8 km südlich), Miles (9,4 km nordwestlich) und Sabula (12,6 km nordöstlich).
Die nächstgelegenen größeren Städte sind Dubuque (76 km nördlich), Rockford in Illinois (142 km ostnordöstlich), die Quad Cities (82,7 km südsüdwestlich) und Cedar Rapids (135 km westlich).

## Verkehr
Durch den Ort Teeds Grove verläuft keine überregionale Fernstraße. Etwa 5 km östlich verläuft der hier den Iowa-Abschnitt der Great River Road bildende U.S. Highway 67.
Der nächstgelegene Flugplatz ist der 31,8 km südwestlich gelegene Clinton Municipal Airport; der nächstgelegene größere Flughafen ist der 88,4 km südsüdwestlich gelegene Quad City International Airport.